# Hypsipetes thompsoni
Hypsipetes thompsoni é uma espécie de ave da família Pycnonotidae.
Pode ser encontrada nos seguintes países: Myanmar, Tailândia e Vietname.
Os seus habitats naturais são: florestas subtropicais ou tropicais húmidas de baixa altitude e regiões subtropicais ou tropicais húmidas de alta altitude.